# Karsten Januschke
Karsten Januschke (* 4. März 1980 in Bad Segeberg) ist ein deutscher Dirigent.

## Werdegang
Januschke studierte in Wien Klavier und Musikwissenschaft, bevor er am Konservatorium Wien bei Georg Mark ein Dirigierstudium aufnahm, das er mit Auszeichnung abschloss. Bereits während seines Studiums arbeitete er ab 2004 als Solorepetitor an der Wiener Staatsoper und wirkte dort als Dirigent von Kinderopern, so etwa in einer Fassung des Ring des Nibelungen nach Richard Wagner. Gleichzeitig arbeitete er regelmäßig am Theater an der Wien sowie bei den Bayreuther Festspielen, wo er Christian Thielemann und Kirill Petrenko assistierte. Assistenzen an verschiedenen Opern- und Festspielhäusern brachten ihn auch mit Dirigenten wie Seiji Ozawa, Constantinos Carydis oder Sebastian Weigle zusammen.
2008 wirkte er als musikalischer Leiter bei den Dreharbeiten zur Verfilmung von La Bohème mit Anna Netrebko und Rolando Villazón. 2010 debütierte Karsten Januschke am Pult des Frankfurter Opern- und Museumsorchesters mit Georg Philipp Telemanns Pimpinone oder Die ungleiche Heirat und Lior Navoks Die kleine Meerjungfrau und dirigierte seither Aufführungen von Die Zauberflöte, Così fan tutte, L’étoile, Mavra, Vorstellungen der Frankfurter Erstaufführungsproduktion von Aulis Sallinens Kullervo sowie im Konzert Der Nussknacker.
In der Saison 2012/13 dirigierte er am Opernhaus Frankfurt Aufführungen von La traviata, Die Fledermaus, Idomeneo und Don Carlos.
In der Spielzeit 2013/14 hatte er die musikalische Leitung der Neuproduktion Die Gespenstersonate von Aribert Reimann und dirigierte Vorstellungen der Premierenserie von Don Giovanni, Repertoirevorstellungen von der Zauberflöte und Così fan tutte und Prokofjews Romeo und Julia.
2013/14 folgte sein Debüt bei der Deutschen Radiophilharmonie Saarbrücken Kaiserslautern und bei den Bochumer Symphonikern. 2014 wurde er zum Kapellmeister der Oper Frankfurt ernannt. Im Juli 2014 gab er als musikalischer Leiter der Produktion Die Zirkusprinzessin am Staatstheater am Gärtnerplatz sein Debüt.
In der Spielzeit 2014/15 war er an der Los Angeles Opera als First Assistant Conductor für die Produktion Dido and Aeneas/Herzog Blaubarts Burg zuständig. Im Dezember debütierte er mit der Zauberflöte am Stadttheater Klagenfurt. An der Oper Frankfurt dirigierte er in seiner letzten Spielzeit als Kapellmeister La Bohème, Hänsel und Gretel, Murder in the Cathedral und Don Giovanni in einer Produktion von Christof Loy. Im Juni 2015 übernahm er die musikalische Leitung für Die Schneekönigin (Sergej Banewitsch) und debütierte mit dem Slowakischen Radio Symphonie Orchester. Die deutschsprachige Erstaufführung nach dem gleichnamigen Märchen von Hans Christian Andersen stand unter der Patronanz von Anna Netrebko und wurde im Haydnsaal von Schloss Esterházy in Eisenstadt (Österreich) aufgeführt.
In der Spielzeit 2015/16 dirigierte er an der Oper Frankfurt die Wiederaufnahme von Le nozze di Figaro und eine Neuproduktion von Valentino Fioravantis Le cantatrici villane. Er übernahm die musikalische Leitung der Neuproduktion von Carmen (Regie: Christof Nel) an der Bayerischen Theaterakademie August Everding und debütierte mit dem Münchner Rundfunkorchester, dem Radio-Symphonieorchester Wien und dem Beethoven Orchester Bonn.
2016/17 dirigierte er die Neuproduktion Der Liebestrank (Regie: Philipp Himmelmann) an der Oper im Steinbruch St. Margarethen. Im Anschluss gastierte er mit der Neuproduktion Le nozze di Figaro erstmals am Theater St. Gallen. Im Bereich Symphoniekonzerte folgten Debüts u. a. mit dem MDR-Sinfonieorchester Leipzig, den Bremer Philharmonikern, der Südwestdeutschen Philharmonie Konstanz und der Philharmonie Südwestfalen.
2017/18 dirigierte er Dido and Aeneas/Herzog Blaubarts Burg (Regie: Barrie Kosky) und die Uraufführung von Arnulf Herrmanns Der Mieter am Opernhaus Frankfurt. Im Anschluss gastierte er mit der Neuproduktion von Don Pasquale beim Symphonieorchester Vorarlberg. Mit der Neuproduktion Der Diktator/Der zerbrochene Krug debütierte er an der Bayerischen Staatsoper. Es folgten Debüts mit dem Deutschen Symphonie-Orchester Berlin, der Norddeutschen Philharmonie Rostock, dem Münchener Kammerorchester, an der Volksoper Wien und am Staatstheater Darmstadt.
2018/19 gab es weitere Opern-Neuproduktionen und Debüts: Don Giovanni am New National Theatre Tokyo, Olga Neuwirths Lost Highway an der Oper Frankfurt, Fidelio am Landestheater Vorarlberg, Die Zauberflöte bei der Oper im Steinbruch St. Margarethen sowie Konzerte mit dem MDR-Sinfonieorchester, der Mecklenburgischen Staatskapelle Schwerin, dem Orchester der Budapester Philharmonie sowie dem Ensemble Modern.